# Ivry-en-Montagne
Ivry-en-Montagne – miejscowość i dawna gmina we Francji, w regionie Burgundia-Franche-Comté, w departamencie Côte-d’Or. W dniu 1 stycznia 2016 roku w wyniku połączenia dwóch ówczesnych gmin – Ivry-en-Montagne oraz Jours-en-Vaux – utworzono nową gminę Val-Mont. W 2013 roku populacja Ivry-en-Montagne wynosiła 167 mieszkańców.